# Watson Peaks
Die Watson Peaks sind eine lineare Gruppe von Bergen im südlichen Palmerlands auf der Antarktischen Halbinsel. Sie ragen 3 km nordöstlich der Rivera Peaks in nordwest-südöstlicher Ausrichtung über eine Länge von 17,5 km auf.
Der United States Geological Survey kartierte sie anhand eigener Vermessungen und Luftaufnahmen der United States Navy aus den Jahren von 1961 bis 1967. Das Advisory Committee on Antarctic Names benannte sie 1968 nach dem Biologen George E. Watson III. (* 1931), der im Rahmen des United States Antarctic Research Program zwischen 1965 und 1966 an einer Forschungsfahrt der USCGC Eastwind von der Palmer-Station aus teilgenommen hatte.